# Стайнов, Петко (композитор)
Пе́тко Гру́ев Ста́йнов (болг. Петко Груев Стайнов; 1 декабря 1896, Казанлык, Болгария — 25 июня 1977, София, Болгария) — болгарский композитор, дирижёр, скрипач, пианист, педагог и общественный деятель. Член Болгарской академии наук (1941). Народный артист НРБ.

## Биография
Родился в семье промышленника. В 5-летнем возрасте повредил глаза и к 11-ти годам окончательно ослеп. Учился игре на флейте, скрипке и фортепиано в школе для слепых в Софии, а позже занимался композицией в Софийском институте для слепых у Димитра Хаджигеоргиева и Андрея Стоянова. В 1923 году окончил Дрезденскую консерваторию по классам фортепиано (Э. Мюнх) и композиции (А. Вольф). В 1925 году дебютировал как композитор («Фракийские танцы»). С 1924 года — оркестровый и хоровой дирижёр в Казанлыке, а с 1926 года — в Софии. И в том же году становится одним из создателей Союза народных хоров (в 1931—1944 председатель); написал ряд произведений для хора a cappella и смешанного хора. Ввёл в болгарскую музыку жанр хоровой баллады (бытовой и героико-романтической). В 1933 году организовал общество «Современная музыка», из которого позже вышел Союз болгарских композиторов (1947). С 1941 года преподавал фортепиано в Институте для слепых. В 1941—1944 годах — директор Софийской народной оперы. В 1946—1948 годах — 1-й советник по музыкальным вопросам Комитета по науке, искусству и культуре НРБ (позднее Министерство культуры Болгарии). С 1948 года — директор Института музыки Болгарской академии наук. Член президиума и член правления Союза болгарских композиторов. Писал песни на слова болгарских поэтов (известен цикл на стихи Кирила Христова, 1929); занимался обработкой народных песен. Автор книги «3 българската музикална култура» (с Венелином Кръстевым; София, 1967), один из редакторов Энциклопедии болгарской музыкальной культуры.

## Память
- Дом-музей Петко Стайнова в Казанлыке (болг. Къща-музей Петко Стайнов „Петко Стайнов“)
- Смешанный хор имени Петко Стайнова в Казанлыке (болг. Смесен хор „Петко Стайнов“ на град Казанлък)
- Хор слепых имени академика Петко Стайнова (болг. Хорът на слепите „Академик Петко Стайнов”)

## Сочинения
- симфония № 1 (1945)
- симфония № 2 (1949)
- оркестровая поэма «Легенда» / Легенда (по Йордану Йовкову, 1927)
- оркестровая поэма «Фракия» / Тракия (по стихотворению Николы Фурнаджиева, 1937)
- сюита «Фракийские танцы» / Тракийски танци (1925, 2-й ред. 1926)
- сюита «Сказка» / Приказка (1930)
- концертная увертюра «Балкан» / Балкан (1936)
- концертная увертюра «Молодёжная» / Младежка увертюра (1953)
- симфоническое скерцо (1938)
- «Колыбельная»
- «Витой хоровод»
- хоровая баллада «Тайна Струмы» / Тайната на Струма (на стихи Теодора Траянова, 1931)
- хоровая баллада «Всадники» / Конници (1932)
- хоровая баллада «Урвич» для смешанного хора / Урвич (на стихи Николы Ракитина[болг.], 1933)
- хоровая баллада «Сто двадцать душ» / Сто дведесет души (на стихи Пенчо Славейкова, 1935)
- хоровая баллада «Кум Герман» / Кум Герман (на стихи Димитра Пантелеева[болг.], 1953)
- хоровая баллада «Товарищ Антон» / Другарят Антон (на стихи Ивана Радоева, 1954)
- для хора поэма «Моя родина» / Моята родина (на стихи И. Бонева, 1962)
- хоровая баллада «Буйна Вита»
- хоровая «Матросская баллада»
- хоровая баллада «Взошло солнце ясное»

## Награды
- 1950 — Заслуженный артист НРБ

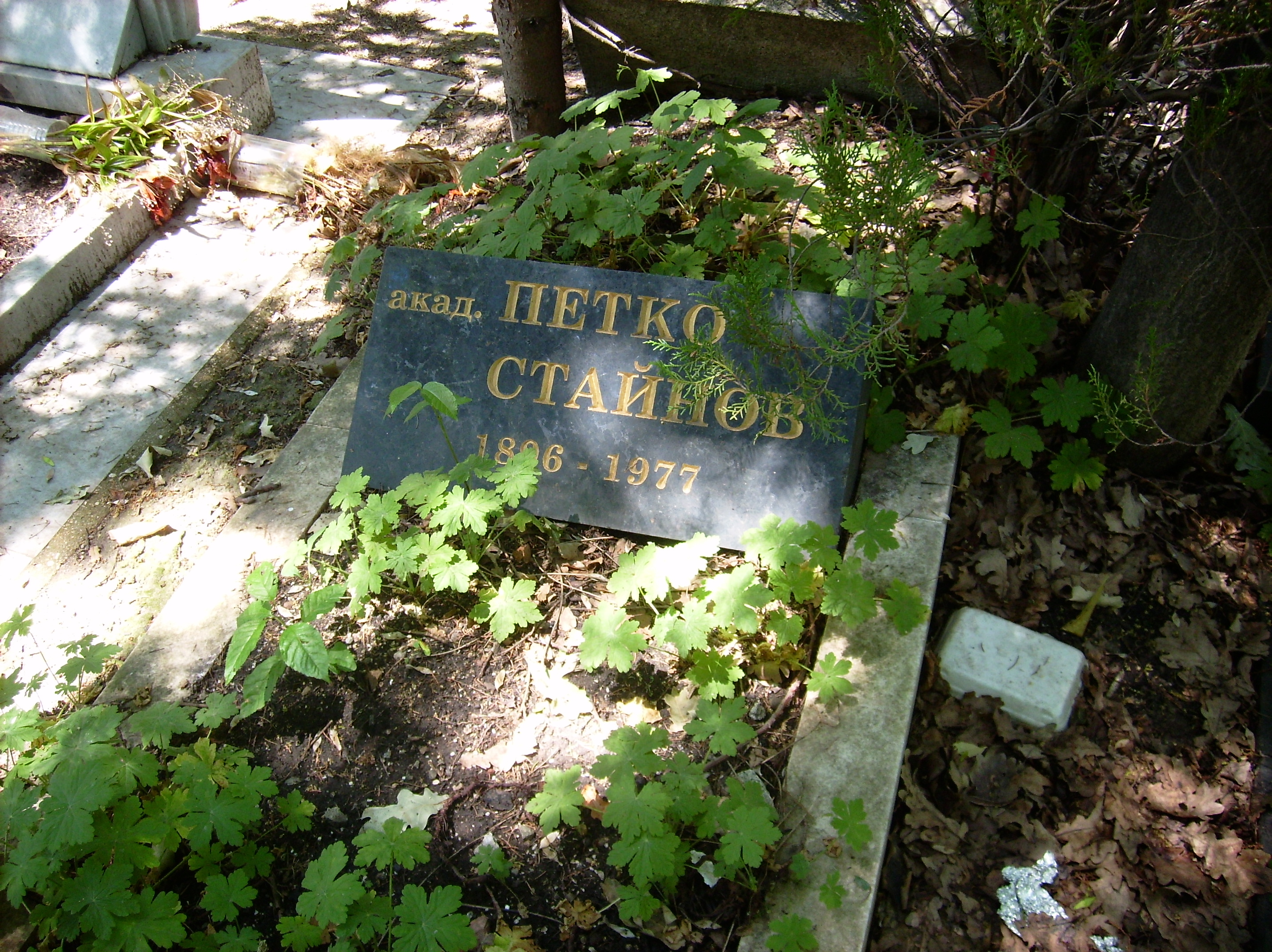
Могила Петко Стайнова на Центральном кладбище в Софии

- 1950 — Димитровская премия («Фракийские танцы»)
- 1952 — Народный артист НРБ
- 1956 — орден Народной Республики Болгария
- 1963 — орден «Кирилл и Мефодий»
- 1966 — Герой Социалистического Труда
- 1977 — орден «Георгий Димитров»